# Sylke Meyerhuber
Sylke Meyerhuber (* 1964 in Bremen) ist eine deutsche Psychologin.

## Leben
Sylke Meyerhuber studierte von 1988 bis 1995 Psychologie an der Universität Bremen mit Schwerpunkten auf Arbeits- und Organisationspsychologie sowie Feministische Klinische Psychologie. Von 1992 bis 1995 absolvierte sie eine Zusatzausbildung zur Systemischen Familientherapie und -beratung. Anschließend war sie von 1996 bis 2011 Wissenschaftliche Mitarbeiterin am Institut für Psychologie und Sozialforschung am Fachbereich „Human- und Gesundheitswissenschaften“ der Universität Bremen. 2000 promovierte sie dort mit einer Arbeit zur Transparenz in Arbeitsorganisationen – Grundzüge einer interaktionistischen Ausarbeitung aus arbeits- und organisationspsychologischer Perspektive. Von 2004 bis 2010 engagierte sich Meyerhuber außerdem als Gründungsmitglied und Lehrende im Weiterbildungsmaster für Führungskräfte „Master of Leadership and Organisational Development“. Seit 2011 ist sie als Sozial-, Arbeits- und Organisationspsychologin am artec Forschungszentrum Nachhaltigkeit tätig.

## Forschungsschwerpunkte
Gegenwärtig forscht Meyerhuber unter anderem zu sozial nachhaltigem Handeln in Organisationen, Identität und Organisationen im Wandel, Arbeits- und Gesundheitspsychologie, Entgrenzung von Arbeit sowie Mitarbeiterführung.

## Ehrungen und Auszeichnungen
- 2010 erhielt sie den Berninghausenpreis für  „ausgezeichnete Lehre und ihre Innovation“[3]

## Publikationen (Auswahl)

### Monografien
- Sylke Meyerhuber: Transparenz in Arbeitsorganisationen. Grundzüge einer interaktionistischen Ausarbeitung aus arbeits- und organisationspsychologischer Perspektive. VS Verlag für Sozialwissenschaften, Wiesbaden 2001, ISBN 978-3-322-90872-8 (248 S.).

### Herausgaben
- Sylke Meyerhuber, Helmut Reiser und Matthias Scharer (Hrsg.): Theme-Centered Interaction in Higher Education. A Didactic Approach for Sustainable and Living Learning. Springer, London und New York 2019, ISBN 978-3-03001048-5 (englisch).
- Guido Becke, Miriam Behrens, Peter Bleses, Sylke Meyerhuber und Sandra Schmidt: Organisationale Achtsamkeit. Veränderungen nachhaltig gestalten. Schäffer-Poeschel, Stuttgart 2013, ISBN 978-3-7992-6702-1 (202 S.).

### Beiträge in Sammelbänden
- Sylke Meyerhuber: Normative Theories and Their Influence on Empirical Research. Theoretical Expositions and Practical Examples from a Qualitative Researcher in Applied Social Psychology. In: Alexander Max Bauer und Malte Ingo Meyerhuber (Hrsg.): Empirical Research and Normative Theory. Transdisciplinary Perspectives on Two Methodical Traditions Between Separation and Interdependence. Walter de Gruyter, Berlin und Boston 2020, ISBN 978-3-11-061209-7, S. 35–74 (englisch).
- Sylke Meyerhuber: Soziale Nachhaltigkeit im Spannungsfeld postmoderner Arbeit. Systemische Zusammenhänge von Entgrenzung, Arbeitssucht, Burnout und Mobbing sowie Vertrauen, Verantwortung und Achtsamkeit in Organisationen. In: Haja Molter, Rose Schindler und Arist von Schlippe (Hrsg.): Vom Gegenwind zum Aufwind. Der Aufbruch des systemischen Gedankens. Vandenhoeck & Ruprecht, Göttingen 2012, ISBN 978-3-525-40184-2, S. 86–155.
- Sylke Meyerhuber: Das dynamische Paradigma der Arbeits- und Organisationspsychologie und analytische Konsequenzen. In: Thomas Leithäuser, Sylke Meyerhuber und Michael Schottmayer (Hrsg.): Sozialpsychologisches Organisationsverstehen. VS Verlag für Sozialwissenschaften, Wiesbaden 2009, ISBN 978-3-531-16587-5, S. 95–115.

### Artikel in Fachzeitschriften
- Sylke Meyerhuber: Wie ein Frosch in der Sahne. Identität im organisationalen Wandel am Beispiel eines unternehmensseitig angestoßenen Ausscheidens aus dem bisherigen Berufsleben. In: Journal für Psychologie. Band 21, Nr. 3, 2013, ISSN 2198-6959, S. 1–62.
- Sylke Meyerhuber und Michael Tute: Wertschätzung und Vertrauen. Eine psychologische Herausforderung für Projektleiter. In: Wirtschaftspsychologie Aktuell. Band 4, 2010, S. 45–47.